# 2012年ロンドンオリンピックのトリニダード・トバゴ選手団
2012年ロンドンオリンピックのトリニダード・トバゴ選手団（2012ねんロンドンオリンピックのトリニダード・トバゴせんしゅだん）は、2012年7月27日から8月12日にかけてイギリスの首都ロンドンで開催された2012年ロンドンオリンピックのトリニダード・トバゴ選手団、およびその競技結果。

## 概要
今大会は金メダル1個、銀メダル1個、銅メダル2個の合計4個のメダルを獲得した。

## メダル
| メダル | 選手名                                                                                  | 競技 | 種目             |
| ------ | --------------------------------------------------------------------------------------- | ---- | ---------------- |
| 金     | ケショーン・ウォルコット                                                                | 陸上 | 男子やり投       |
| 銀     | キーストン・ブレドマン マルク・バーンズ エマニュエル・カレンダー リチャード・トンプソン | 陸上 | 男子4×100mリレー |
| 銅     | ラロンド・ゴードン                                                                      | 陸上 | 男子400m         |
| 銅     | ラロンド・ゴードン ジャリン・ソロモン エイド・アレインフォート ディオン・レンドール     | 陸上 | 男子4×400mリレー |